# 玉垣

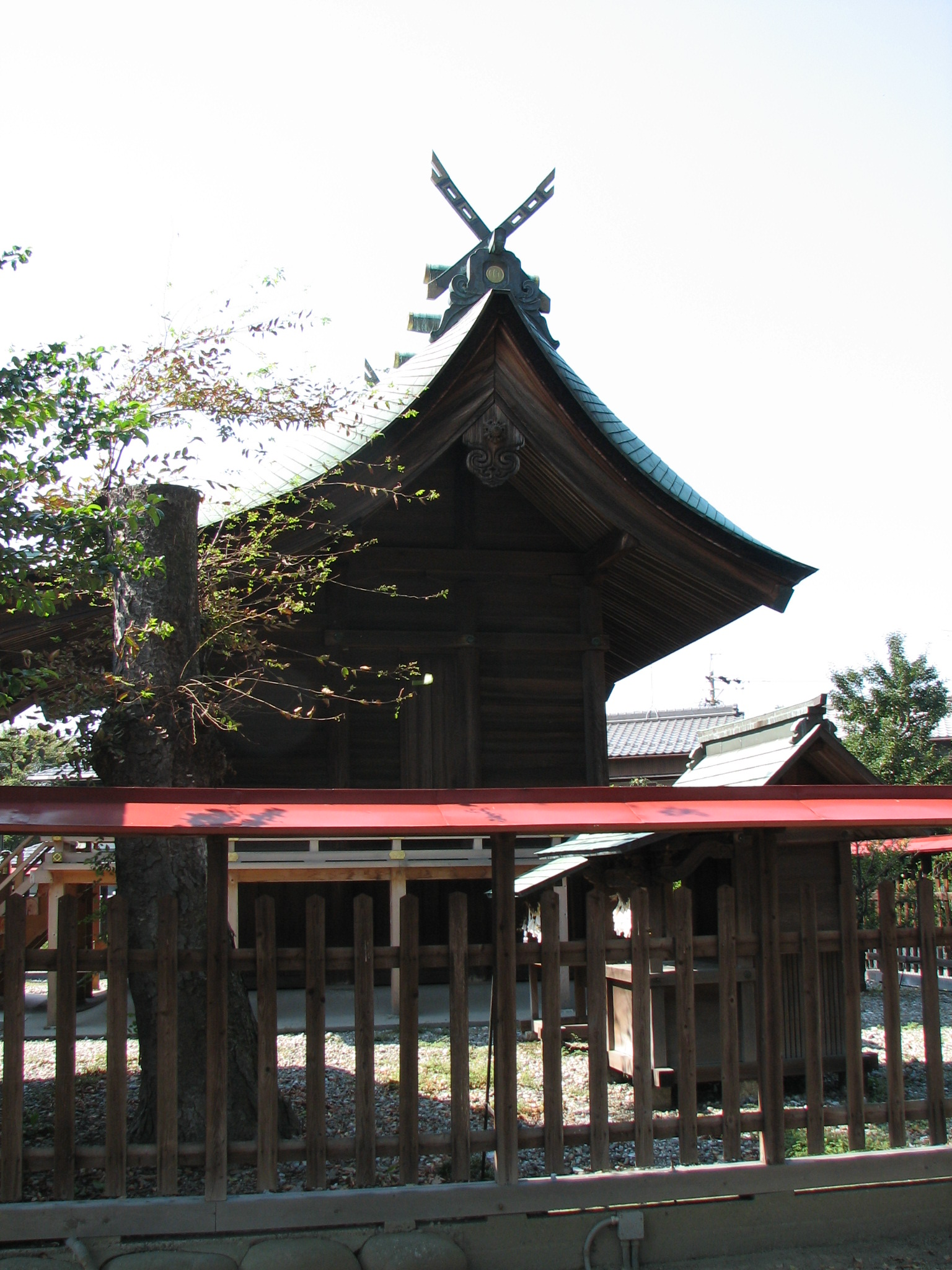
本殿を囲む玉垣

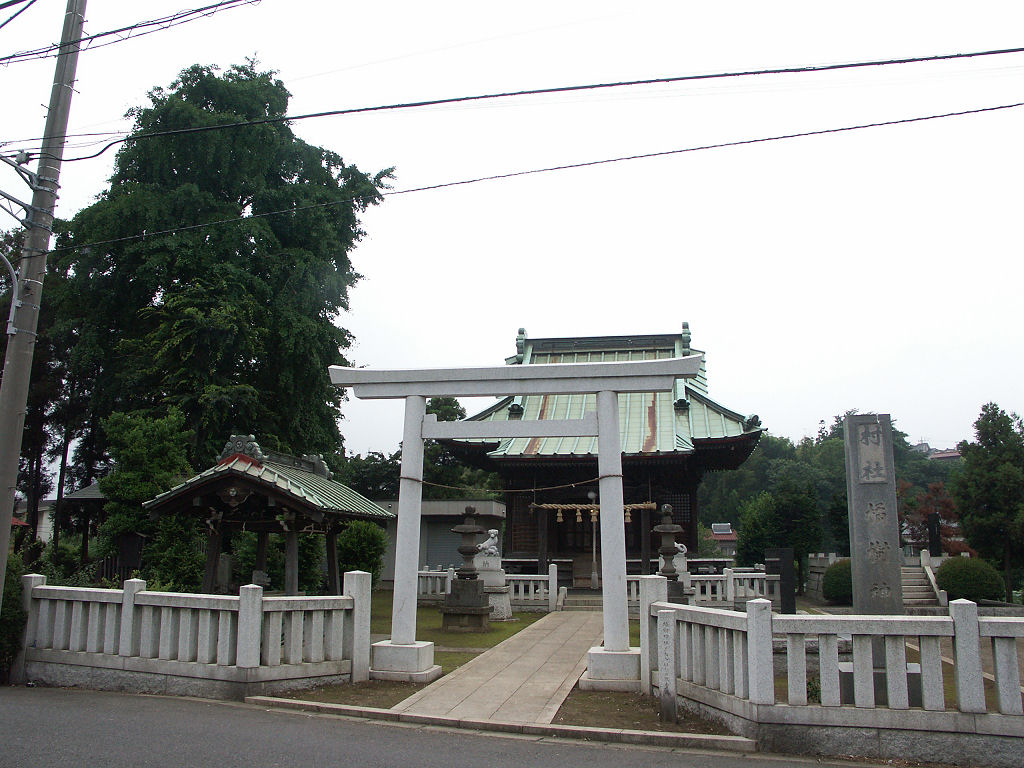
境内を囲む玉垣

玉垣（たまがき）とは、神社・神域の周囲にめぐらされる垣のことである。瑞垣（みずがき）ともいう。

## 概要

### 由来と変遷
神社神道が確立され、社や拝殿や本殿が、建立され敷地（自然との境界）が明確になるにつれ、曖昧であった常世と現世の境界でもある神域がはっきりと区別されるようになり、神籬と磐座・磐境が結びつき、石造の垣根などに代わり、現在の神社にみられる玉垣に変わっていった。

### 形態の変遷
樹木をめぐらせる柴垣が最も古い形式であると考えられる。形状は、厚板を並べた板玉垣、皮がついたままの木を用いた黒木玉垣、広く間を開ける透垣などがある。材質は木や石、近年ではコンクリートによるものもある。玉垣には寄進した者の名前が刻まれることがある。

## 名称
意味と同義語
瑞垣（みずがき）、斎垣（いみがき、いかき、いがき）、神垣（かみがき）は玉垣と同様にすべて同じ意味を持つ。垣の内側を「垣内（かきつ）」、垣の外側を「垣外（かいと）」という。
「玉」や「瑞」、「斎」という言葉はともに「神聖な」「美しい」という意味を持ち、囲いの意味である「垣」と組み合わさって「神聖なすばらしい神の為の囲い」という意味の言葉となっている。
重複の囲いの場合の意味と同義語
玉垣は複数めぐらすことがあり、その場合、名称で区別をつけるが、神社によっては内側の垣を瑞垣、外側の垣を板垣（いたがき）といったり、一番外側のものを荒垣（あらがき）または外垣といったり、その他、中垣（なかがき）、内垣など、様々な例がある。これらの名称が混用されている場合もあるが、概ね一番内側の垣を「瑞垣」とよぶことは一致している。伊勢神宮を例に挙げると、四重の垣がめぐらされ内側から順に、瑞垣、内玉垣（うちたまがき）、外玉垣（そとたまがき）、板垣と呼んでいる。

## 神具
神具としての玉垣は、神棚の宮形を囲う形で配置される神社の玉垣の形状を模した器具である。